# Kavajai-szikla
A Kavajai-szikla (albán Shkëmbi i Kavajës) sziklacsoport Albánia középső részén, az Adriai-tenger partjától kb. 300 méterre. A csipkézett sziklahegy 106 méterrel emelkedik a tengerszint fölé. Napjainkban elsősorban turisztikai szempontból nevezetes, a szikla és a tenger közötti homokos, szállodasorral beépült tengerpart Golem alközség része, Shkëmbi i Kavajës néven kedvelt nyaralóhely.
A rómaiak Petra néven ismerték a sziklát, amely fontos helyszíne volt a Iulius Caesar és Pompeius között i. e. 48-ban lezajló csatának. A késő római korban erődöt építettek a szikla tetejére. Az 1081-es, Robert Guiscard normannjai és I. Alexiosz bizánci császár között lezajló dürrakhioni csata szintén a környékén zajlott le.